# Coprnica Zofka
Coprnica Zofka je literarni lik istoimenske pravljice slovenske avtorice Svetlane Makarovič.

## Vsebina
Coprnica Zofka s svojimi pomočniki straši vse po vrsti, nagaja z vremenom, skratka, vse obrne narobe. Nato za dalj časa počiva v stari zaprašeni knjigi. Ko nekdo razpiha prah s knjige, se vsi prebudijo in razkropijo po okolici. Toda čas, v katerem se ponovno pojavijo, zanje ni več primeren. Marsikaj je drugače. Zofke metla ne more več nositi, saj se je v knjigi zredila, zato peš odide k čarovniku po vse potrebne pripomočke za vremenske spremembe. Medtem njeni nekdanji spremljevalci – Siva mora, Rdeči škopnik, Črni krempelj, črna vdova Pajkova vešča, povodni mož Akvilin - uganjajo vse mogoče vragolije. Škratek Šotek išče Zofkino pobeglo metlo, Pajkova vešča ga zaprede in nihče mu ne upa pomagati. Ko se Zofka utrujena vrne, reši škratka. Po vseh dogodivščinah, ki jih doživijo Zofkini sodelavci, ki so bolj hudobni kot čarovnica sama, se vrnejo nazaj v knjigo, ker ne prenesejo, da je Zofka postala običajna ženska.

## Predstavitev lika
Coprnice Zofke se ljudje naveličajo, ker s svojo čarovniško močjo meša vreme. Pri tem jo spremljajo prijatelji, ki ji pomagajo pri vragolijah. Za nekaj stoletij ostanejo vsi potlačeni v knjigi. Ko nekdo knjigo najde in spiha prah, se vsa nekdanja nadlega razkropi po okolici. Toda čez toliko stoletij Zofke nihče več ne upošteva. Tudi z metlo si ne more nič več pomagati. Pričara si lahko le hiško na jasi sredi gozda. Čarovniško moč ohranijo samo še njeni prijatelji. 
Zofka ni običajna čarovnica. Razlikuje se od ostalih. Čeprav je na začetku zlobna in povzroča vremenska zla, na koncu reši škratka Šotka. Zaveda se, da bo z odčaranjem prijatelja izgubila svoje coprniško poslanstvo. Ko ga s prerokbo reši, se iz čarovnice spremeni v žensko – teto Zofko.

### Odlomka iz knjige
- Odlomek 1:

»... Zofko je to odkritje silno potrlo, Pajkova vešča pa je zmagoslavno zavreščala: »Zdaj pa le pojdi odčarat to spako, ki v moji mreži ujeta drhti! Prosim! Kar pojdi – pa bo to zadnja vseh čarovnij, kar ti jih je v petsto letih uspelo! ...«
- Odlomek 2:

»… Jaz naj bi se navadila živeti brez čarovništva? Ni govora! Ni govora! Kaj – jaz da naj bi peš hodila? Da ne bi vplivala na vreme? Kaj, jaz da bi lahko živela kot to neumno žensko pleme? Ni govora! Ni govora!« Potem pa je zmajala z glavo in dodala: »Pa vendarle … Pa vendarle, ne morem ga pustiti, ubogega cepeteljna! Le kaj mi je storiti? ...«

## O čarovnicah
Čarovnice so bile ženske, ki so znale čarati na simpatetičen in antipatetičen način s pomočjo apotropejskih dejanj, vode, zdravilnih zelišč, zvarkov, urokov, zagovorov, molitev, s črnimi bukvami in magičnimi predmeti. Čarale so vreme, povzročale smrt, bolezen ali nesrečo. Pri čaranju so jim pomagali duhovi. Čarovnice so znale vedeževati, prerokovati, zdraviti in pomagati v težavah, obvladovati ljubezensko magijo.
V preteklosti so čarovnice po ljudskem verovanju letele, njihova moč je bila še posebej občutna ob božiču, v dvanajsterih nočeh, na predvečer jurjevega, ob kresu, na kvatrne dni, za bolj čarovniške dni pa so veljali četrtek, petek in sobota.
Pred čarovnicami so se branili z blagoslovljenim smodnikom, soljo, blagoslovljeno vodo, narobe obrnjeno obleko…
Prevladuje mnenje, da je čarovništvo nastalo na osnovi kulta velike matere, lunarne boginje, kakršne so bile Hekate, Artemida – na Slovenskem Pehtra. Čarovništvo so pogosto pripisovali čudaškim, samotarskim, strah zbujajočim ljudem, z nezaupanjem pa so pogosto gledali tudi na rdečelasce, lekarnarje, duhovnike in puščavnike.
Čarovnice so obdolževali, da so odpadnice od krščanstva, da so podpisale pogodbo s hudičem, z njim spolno občevale in povzročale škodo tudi na gmotnih dobrinah. Obsojene so sežigali.

## Primerjave z drugimi literarnimi liki
Lik čarovnice se pojavlja v mnogih pravljicah – v ljudskih in avtorskih. Največkrat so čarovnice hudobne in strah vzbujajoče. Likovni umetniki jih po navadi upodabljajo leteče na metli, imajo velik ukrivljen nos, oblečene so v temna oblačila.
O dobri čarovnici pripoveduje pravljica Princesini ponošeni čevlji, avtorjev Jakoba in Wilhelma Grimma, vendar v pravljici čarovnica ni glavni lik.
V pravljici Gosja pastirica (Jakob in Wilhelm Grimm) srečamo čarovnico, ki se skriva v preobleki starke. Na koncu se spremeni v vilo, ki svojo zadnjo čarovnijo uporabi tako, da pričara grad. Ker nima več moči za čaranje, lahko sklepamo, da postane navadna ženska, tako kot Zofka.
Ruska pravljica Junak in čarovnica pripoveduje o zlobni čarovnici, ki jo junak ukani in se mora z njim poročiti. Spremeni se v lepo, prijazno dekle, brez moči, da bi še čarala.
V literaturi zasledimo pravljice o dobrih ali zlobnih čarovnicah, lahko pa se skozi pravljico spremenijo iz zlobnega v prijazen lik.

## Celovečerni lutkovni film
Leta 1989 je bil v sodelovanju Lutkovnega gledališče Ljubljana in Viba filma posnet lutkovni film Coprnica Zofka v režiji Matije Milčinskega.